# Kirikou et les Bêtes sauvages (jeu vidéo)
Kirikou et les Bêtes sauvages est un jeu vidéo développé par Wizarbox, édité par Emme Interactive, et sorti en mars 2007. C'est une adaptation du film d'animation Kirikou et les Bêtes sauvages de Michel Ocelot sorti en 2005. C'est un jeu de plates-formes en solo à destination des très jeunes enfants, qui reprend les différentes aventures narrées par le film. 

## Principe du jeu
Kirikou et les Bêtes sauvages propose trente niveaux successifs regroupés en épisodes par groupes de six. Chaque épisode est introduit par le grand-père de Kirikou. Le jeu est principalement un jeu de plates-formes qui contient en outre différents mini-jeux. Kirikou doit traverser chaque niveau en sautant de plates-formes en plates-formes, en ramassant des objets et en évitant divers dangers. Les mini-jeux peuvent consister en parties de « Un, deux, trois, soleil », en des jeux de mémoire ou de poursuite. Il est possible de sélectionner directement les niveaux les plus difficiles afin d'atteindre les épreuves les plus adaptés à son niveau. Atteindre un score élevé dans un niveau permet de visionner une cinématique supplémentaire.

## Accueil critique

### Accueil dans les médias spécialisés
Le jeu reçoit un accueil allant du passable au bon dans les médias spécialisés. Le site jeuxvideo.com attribue à la version PC la note de 9 sur 20. Le testeur apprécie le respect de l'univers des films, la bande-son très correcte et les mini-jeux variés, mais estime les graphismes et animations « très en deçà des standards actuels », les niveaux trop répétitifs et la durée de vie trop courte (il ne faut selon lui que cinq heures pour terminer le jeu). Il pense que le jeu pourra plaire à son public de destination si les enfants n'ont pas déjà joué à des jeux plus élaborés destinés à un public plus âgé (comme les Super Mario). Le site jeuxvideopc attribue au jeu la note de 6/10 et estime qu'il « s'en sort fort honnêtement », avec un respect de l'œuvre d'origine exceptionnellement bon pour ce type d'adaptation vidéoludique, une difficulté bien gérée, des niveaux bien conçus et des activités variées, ainsi que des mini-jeux convenables pour des enfants âgés de 4 à 8 ans. Il regrette cependant le caractère dépassé des graphismes et des animations : « Kirikou... n’est pas moche, mais il est très en dessous de ce qu’on peut faire de nos jours avec quelques ressources techno[logiques] ».

### Classement à usage parental
L'éditeur du jeu, Emme Entertainment, vise un public de très jeunes enfants à partir de trois ans. Le PEGI classe cependant le jeu en « 7+ », ce qui revient à le déconseiller au public d'enfants de 3 à 7 ans pour lequel il avait été conçu, après avoir jugé que « certaines images ou sons peuvent effrayer ou inquiéter ».